# Rencontres chorégraphiques internationales de Seine-Saint-Denis
Les Rencontres chorégraphiques internationales de Seine-Saint-Denis sont un festival annuel de danse contemporaine qui se déroule dans le département de la Seine-Saint-Denis. Ce festival vise à révéler la nouvelle génération de chorégraphes contemporains et poursuit le principe du concours, dans l'héritage du Concours de Bagnolet créé en 1969.

## Historique
L'association des Rencontres est l'héritière du célèbre Concours chorégraphique international de Bagnolet créé par Jaque Chaurand en 1969. Le Concours de Bagnolet, en tant que tel, s'arrête en 1988, au profit de la création par Lorrina Niclas, du Centre international de Bagnolet pour les œuvres chorégraphiques (CIBOC). Alors que les activités du centre recouvraient la production chorégraphique, un centre de documentation chorégraphique et l'édition (avec Armand Colin et Les Belles Lettres), les Rencontres proprement dites décernent des prix d'auteurs et revêtent une dimension internationale.
En 1995, le principe de compétition renaît, et les Rencontres chorégraphiques internationales de Seine-Saint-Denis voient le jour à Bagnolet et sont créées avec l'aide du département et de l'État. Le rendez-vous artistique qui a lieu désormais tous les deux ans, pour des raisons à la fois financières et pour ne pas pousser les artistes à produire coûte que coûte chaque année une nouvelle œuvre, se tient à la MC93 Bobigny.
En 2002, Anita Mathieu reprend la direction des Rencontres qu'elle transforme en festival annuel. Avec ce changement de périodicité s'élargit la diffusion des Rencontres au sein de diverses salles environnantes, dont le Théâtre de la Commune à Aubervilliers, l'Espace 1789 à Saint-Ouen, le Centre national de la danse à Pantin, le Centre dramatique national de Montreuil, le Théâtre Gérard-Philipe de Saint-Denis, le Forum culturel du Blanc-Mesnil et le Théâtre Louis-Aragon de Tremblay-en-France.
En 2008, la manifestation continue sa croissance et présente 23 artistes et 48 représentations réparties dans dix salles de huit villes du département. Les Rencontres décernent différents prix de création et d'interprétations à chaque édition en faisant la promotion de jeunes chorégraphes souvent peu connus du public.
Pour favoriser, à l'échelle internationale, la diffusion des artistes invités qui sont à la fois des jeunes artistes mais aussi des artistes déjà confirmés, les Rencontres réunissent aujourd'hui plus de quarante villes dans une vingtaine de pays. Il existe dans le monde une centaine de ces plates-formes. De plus, chaque édition est l'occasion d'inviter un artiste de renom qui présente une œuvre de création comme ce fut le cas de Merce Cunningham par exemple, ou de diffusion comme pour Jan Fabre ou Mathilde Monnier.

## Objectifs du festival
Les Rencontres chorégraphiques internationales de Seine-Saint-Denis tendent à stimuler le mouvement chorégraphique international et l'émergence de nouvelles créations de chorégraphes inconnus.
Depuis 2002, plus de 400 représentations et 200 compagnies invitées (dont 70 françaises et 139 étrangères) se sont produites en soutien en coproduction avec la présentation de 89 créations.